# 分频器
分频器(除頻器)是一种可以把输入信号的频率{\displaystyle f_{in}}作如下处理，使得输出信号的频率{\displaystyle f_{out}}满足如下关系的电路：
{\displaystyle f_{out}={\frac {f_{in}}{n}}}
其中{\displaystyle n}是整数。锁相环频率合成器可利用分频器产生多个与基准参考频率有相同精度和稳定度的频率信号。分频器主要分为模拟分频器和数字分频器两大类。

## 模拟分频器

### 再生分频器
再生分频器又称米勒分频器，是由罗杰·勒鲁瓦·米勒（Roger Leroy Miller）发明， 可以输入信号和来自混频器的反馈信号混合。
其中反馈信号为{\displaystyle f_{in}/2}。这种分频器的混频器输出端会包含不同频率{\displaystyle f_{in}/2}、{\displaystyle 3f_{in}/2}的和，而低通滤波器（LPF） 会滤除较高频率，然後将频率{\displaystyle f_{in}/2}放大并作为反馈输入混频器。
稳态检测似乎非常容易，不过启动电路是较为复杂的。为了建立平稳的1/2频率反馈，半频时的放大器增益必须大於单位频率时，而相移也必须是{\displaystyle 2{pi}}的整数倍。

### 注入锁定分频器
有小量高频信号输入的自激振荡器与其输入信号保持一致。这种分频器在电视的发展中是非常重要的，被称为注入锁定分频器（injection locked frequency divider，ILFD）是一种工作方式与注入锁定振荡器类似的分频器。注入锁定分频器的输入信号频率是自激振荡器的自激振荡频率的倍数或分数。当这种分频器的功率低於带宽静态分频器或基於触发器的分频器时，缺点是其同步范围小。
ILFD的同步范围与振荡器的振荡回路品质因数Q成反比，而在集成电路设计中，因为这一特性，ILFD对工艺变异较为敏感。因此，为了确保驱动电路（例如压控振荡器）的调谐范围一直处於ILFD的输入同步范围中，必须要多加注意。

## 数字分频器

3个T触发器实现的除8分频器

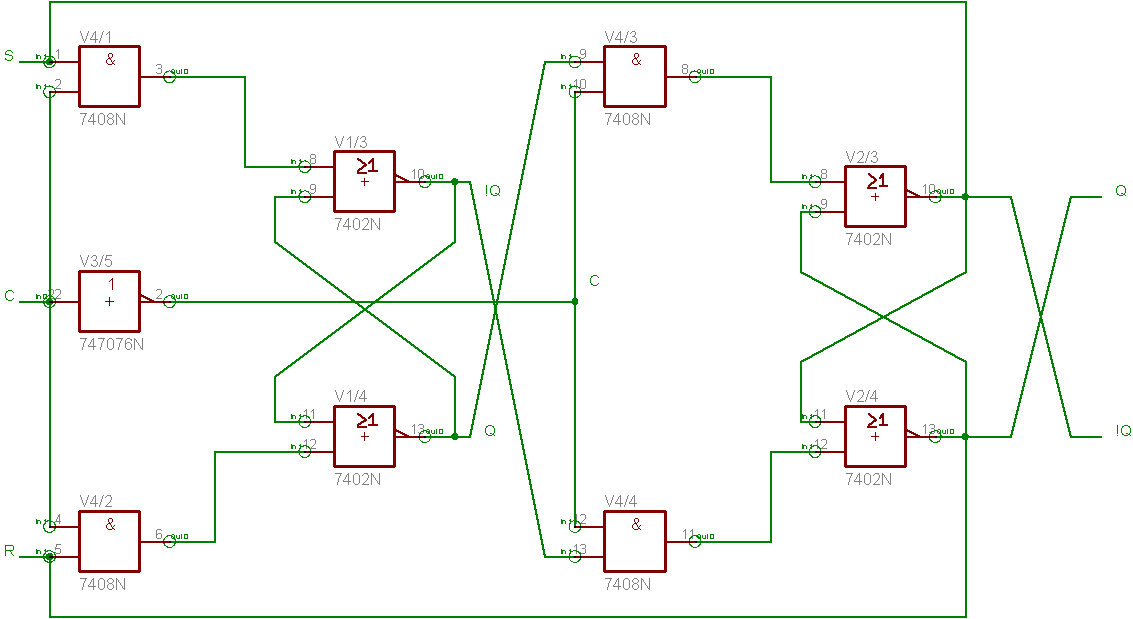
主从触发器实现的除2分频器

将数字信号进行整数倍分频可利用扭环形计数器。扭环形计数器是一种移位寄存器网络，由输入信号作为时钟信号，最後一个移位寄存器的输出接回到第一个移位寄存器的输入，而输出信号出自於移位寄存器输出的组合。例如，一个除6分频器可以由一个3位扭环形计数器实现。每个移位寄存器的有效值是000、100、110、111、011以及001，这一模式不断重复，循环开始时由输入信号作为时钟信号进行同步。如果使用更多的移位寄存器构成扭环形计数器，就可以实现更大的除数。
实现2n整数分频，我们可以使用简单的二进制计数器，并将输入信号作为时钟信号。最低有效输出位轮换的速率是输入速率的1/2，紧接其後的第二位的速率是其速率的1/4，第三位的速率是其速率的1/8，以此类推。触发器方案是实现整数分频的经典方法。这种分频是通过使频率和相位与来自温度等环境变化的信号源保持一致的方式实现的。最简单的配置是串接触发器，每个触发器可以实现除2。例如，3个串接触发器的电路可以实现除8。通过在触发器串接电路上附加逻辑门，可以实现其他的分频比。利用集成电路逻辑家族中的单片可以实现一些常用的分频比。

### 混合信号分频
（分类：异步时序逻辑电路）

D触发器方案是实现整数分频的经典方法。这种分频是通过使频率和相位与来自温度等环境变化的信号源保持一致的方式实现的。最简单的配置是串接D触发器，每个D触发器可以实现除2。例如，3个串接触发器的电路可以实现除8。使用更复杂的配置可以实现奇数分频，如除5，而经典的逻辑芯片也可以实现类似的分频功能，如标准型号7456、7457、74292以及74294。（参见7400系列集成电路列表）

## 小数分频器
小数分频器可以利用一个除n分频器和一个除n+1分频器实现，实现方法很多，但基本上都遵循吞脉冲原理，即在分频周期中利用某些方法使某几个周期少计数若干个，这样在总体上就能使计数周期的平均分频比为小数。利用模数控制器，模数n在两个除数取值间切换，这样壓控振盪器（VCO）的振荡频率就会在两个锁定频率间交替切换。VCO会稳定在两个锁定频率的平均频率。通过改变分频器频率在两个分频除数值上所停留时间的百分比，可以精确地选择锁定VCO的频率。

### ΔΣ小数分频器
如果除n和除n+1行为的顺序发生是周期性的，VCO的输出除所需频率外还会有寄生信号。ΔΣ小数分频器可以解决这个问题，解决方法是对n和n+1进行随机化选择，同时保持时均比。

## 应用
分频器的应用非常广泛，在数字钟、计算机、收音机、电视机、双排键电子琴、步進馬達以及测量工具频率计数器中都有应用。

## 限制
一般的分频器能在100 MHz（108 Hz）的频率下工作，最快的电路能工作在1011 Hz的频率，而飞秒激光频率梳可得到数量级为1015 Hz的频率。